# 마라스키노 체리

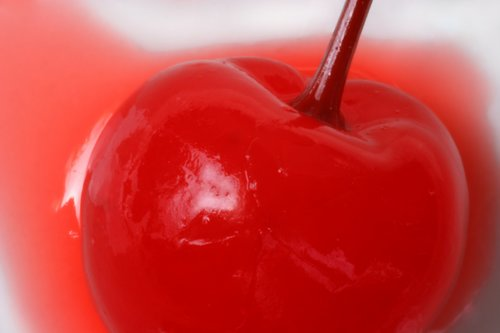
마라스키노 체리

마라스키노 체리(Maraschino cherry)는 칵테일 또는 아이스크림, 파르페 등에 자주 사용되는 설탕에 절인 단 체리이다.
마라스키노 체리는 색깔이 투명한 체리로 만든다. 수확한 체리를 먼저 소금물에 담근 후 착색제, 시럽, 알콜, 착미료 등으로 처리한다. 붉게 물들인 체리 아몬드, 녹색으로 칠한 체리 박하처럼 향기가 더해지는 경우가 많다.
"마라스키노"는 체리의 한 종류인 마라스카 종으로, 그때 만들어진 리큐어에서 유래했다. 본래 왕족이나 귀족들을 위해 생산되었던 이 체리는 19세기에 처음으로 미국으로 수입되었고 고급 레스토랑에서 제공되었다. 20세기가 될 무렵에는 미국의 생산자는 지금처럼 체리에 아몬드 추출물로 향을 넣게 되었다. 금주법이 있던 1920년대에, 오리건 주립 대학교 원예학 교수였던 어니스트 위간드는 지금처럼 알콜이 아니라 바닷물을 이용한 방법을 고안하였다.
제과 등에도 사용되며, 스페인 사라고사도의 칼라타유드 지역이 잘 알려져 있다.